# Guillaume II d'Angoulême
Guillaume II d'Angoulême, aussi appelé Guillaume Taillefer, Guillaume II Taillefer ou Guillaume Ier Taillefer (mort le 6 août 962) est comte d’Angoulême de 926 à 945.

## Biographie
Guillaume est le fils du comte d'Angoulême Audoin Ier. À la mort de ce dernier, en 916, il était trop jeune pour reprendre le comté, qui a été confié à son tuteur Adémar (ou Aymar), ex-comte de Poitiers. Guillaume est devenu comte d'Angoulême à la mort de son tuteur, en 926.
Guillaume s'est illustré lors d'un combat avec les Vikings, qui faisaient des raids en Aquitaine et s'étaient installés dans la basse Charente, peut-être près de Taillebourg. Selon la tradition, il tua en combat singulier leur roi Storin (Storm,, ou Stonius), en le coupant en deux ainsi que sa cuirasse d'un seul coup de son épée. Guillaume reçut alors le surnom de Taillefer, qui fut à l'origine du nom de sa dynastie jusqu'au XIIIe siècle.
Guillaume et son cousin Bernard, fils de Guillaume Ier de Périgord, rétablirent par une cérémonie l'ordre monastique à l'abbaye de Saint-Cybard, au pied de la cité d'Angoulême, qui avait été pillée par les Vikings, et remplacèrent les chanoines par des Bénédictins.
En 945, Guillaume II Taillefer se fit moine tout en restant comte, d'après son testament écrit cette même année, et se retira dans cette abbaye,.
L'Angoumois fut alors de nouveau réuni au Périgord en un seul comté (comme du temps de Vulgrin Ier) qui fut codirigé par son cousin le comte Bernard avec lequel il s'entendait. Ce comté Angoumois-Périgord durera jusqu'en 975, date à laquelle Arnaud Manzer, fils adultérin de Guillaume II Taillefer, chassera les comtes de Périgord pour être comte d'Angoulême à part entière.
Certains historiens avancent qu'avant Bernard, le comté d'Angoulême soit passé peu de temps au fils de Guillaume, Adémar, mais cela reste une pure conjecture basée sur le fait qu'Adémar figurait parmi les souscripteurs du testament de Guillaume.
Guillaume mourut le 6 août 962 et fut enterré dans la chapelle jouxtant l'abbaye de Saint-Cybard, où il s'était retiré,.